# Wolfgang Schulze
Wolfgang Schulze (Berlín, 7 de desembre de 1940) fou un ciclista alemany, professional des del 1962 fins al 1978. Va combinar tant el ciclisme en pista com en ruta.

## Palmarès en pista
- 1967
  -  Campió d'Alemanya de mig fons
- 1968
  - 1r als Sis dies de Berlín (amb Peter Post)
- 1969
  - 1r als Sis dies de Berlín (amb Horst Oldenburg)
  - 1r als Sis dies de Münster (amb Horst Oldenburg)
- 1970
  - 1r als Sis dies de Berlín (amb Sigi Renz)
- 1972
  - 1r als Sis dies de Bremen (amb Sigi Renz)
  - 1r als Sis dies de Colònia (amb Sigi Renz)
  - 1r als Sis dies de Múnic (amb Sigi Renz)
- 1973
  - 1r als Sis dies de Berlín (amb Sigi Renz)
  - 1r als Sis dies de Frankfurt (amb Sigi Renz)
- 1974
  - 1r als Sis dies de Münster (amb Jürgen Tschan)